# مشقوق السن
مشقوق السن (الاسم العلمي: Solenodontidae)، هي ثدييات سامة، ليلية، حفارة، آكلة للحشرات تنتمي إلى فصيلة مشقوقات السن. النوعان الحيان من مشقوق السن هما مشقوق السن الكوبي (Atopogale cubana)، ومشقوق الأسنان الهسبانيولي (Solenodon paradoxus). تشمل التهديدات التي يتعرض لها كلا النوعين تدمير الموائل والافتراس من قبل القطط والكلاب والنموس غير الأصلية، والتي أدخلها البشر إلى جزر مشقوق السن الرئيسية للسيطرة على الثعابين والقوارض.
يغطي مشقوق السن الهسبانيولي مجموعة واسعة من الموائل في جزيرة هيسبانيولا من الغابات الجافة في الأراضي المنخفضة إلى غابات الصنوبر المرتفعة. انقرض نوعان آخران موصوفان خلال العصر الرباعي. أُقترح أن أجناس العصر الأوليغوسيني في أمريكا الشمالية، مثل Apternodus، كأقارب لمشقوق السن، لكن أصول الحيوان لا تزال غامضة.
هناك جنسان معروفان، هما Atopogale (مشقوق السن الكوبي) ومشقوق السن، ولكل منهما نوع واحد موجود (حي). أُنشئت أجناس أخرى، لكنها تعتبر الآن مرادفات ثانوية. تظهر مشقوقات السن احتفاظها بخصائص الثدييات البدائية. في عام 2016، تم تأكيد أن مشقوقات السن من خلال التحليل الجيني تنتمي إلى فرع تطوري ينفصل عن السلالة المؤدية إلى القنافذ والطوابين والزبابات قبل حدوث انقراض العصر الطباشيري الباليوجيني. هي واحدة من فصيلتين من زبابيات الشكل في جزر الكاريبي.
انقرضت فصيلة، Nesophontidae (زبابات الهند الغربية)، خلال العصر الهولوسيني. تشير البيانات الجزيئية إلى أنها تباعدت عن مشقوقات السن منذ ما يقرب من 57 مليون سنة. يُقدر أن مشقوق السن قد تباعد عن الثدييات الحية الأخرى منذ حوالي 73 مليون سنة.